# Alberto Maggi
Alberto Maggi (Ancona, 6 novembre 1945) è un teologo, biblista cattolico e religioso dell'Ordine dei Servi di Maria italiano.

## Biografia
Ha ricevuto il baccalaureato presso la pontificia facoltà teologica "Marianum" e la licenza in teologia alla Gregoriana.
Dal 1995 dirige il Centro studi biblici Giovanni Vannucci a Montefano (MC), dove insieme al confratello Ricardo Pérez Márquez si dedica alla divulgazione degli studi biblici attraverso incontri, pubblicazioni e trasmissioni radiotelevisive.
Scrive per la rivista «Rocca» e ha condotto per la Radio Vaticana la trasmissione «La Buona Notizia è per tutti!».
Nel 2013 con la pubblicazione di Chi non muore si rivede racconta la sua esperienza di malattia. Nel 2017 affronta il difficile argomento della morte con L'ultima beatitudine cercando di darne una dimensione naturale del percorso della vita. Nel 2019 con Due in condotta narra la sua vita a partire da quando era bambino nel periodo successivo la guerra.

## Opere
- 1997 - Padre dei poveri. Traduzione e commento delle Beatitudini e del Padre Nostro di Matteo, Assisi, Cittadella. ISBN 88-308-0570-X.
- 2000 - Gesù e Belzebù. Satana e demòni nel vangelo di Marco, Assisi, Cittadella. ISBN 88-308-0667-6.
- 2001 - A partire dai cocci rotti. Problema divorziati. Riflessioni, ricerca, prospettive, Assisi, Cittadella. ISBN 88-308-0722-2.
- 2002 - Le cipolle di Marta. Profili evangelici, Assisi, Cittadella. ISBN 88-308-0693-5.
- 2002 - Paura di amare nei contesti più problematici. Riflessioni, ricerca, prospettive, con autori vari, Assisi, Cittadella. ISBN 88-308-0741-9.
- 2003 - Roba da preti (1ª ed. 1988), Assisi, Cittadella. ISBN 88-308-0328-6.
- 2003 - Parabole come pietre, Assisi, Cittadella. ISBN 88-308-0714-1.
- 2004 - La conversione dei buoni, con Antonio Thellung, Assisi, Cittadella. ISBN 88-308-0776-1.
- 2004 - Non ancora Madonna. Maria secondo i vangeli, Assisi, Cittadella. ISBN 88-308-0792-3.
- 2004 - Come leggere il vangelo (e non perdere la fede), Assisi, Cittadella.  ISBN 88-308-0628-5.
- 2004 - Il coraggio di cambiare. Senza illusioni, censure, pregiudizi, Assisi, Cittadella. ISBN 88-308-0791-5.
- 2005 - E se Dio rifiuta la religione?, Assisi, Cittadella. ISBN 88-308-0822-9.
- 2006 - Gesù ebreo (per parte di madre). Il Cristo di Matteo, Assisi, Cittadella. ISBN 88-308-0840-7.
- 2009 - Il mandante. L'assassinio del Cristo secondo Giovanni, Assisi, Cittadella. ISBN 978-88-308-0991-8.
- 2010 - Buone notizie su Dio. Oltre le false immagini, Assisi, Cittadella. ISBN 88-308-10894.
- 2010 - La follia di Dio. Il Cristo di Giovanni, Assisi, Cittadella. ISBN 978-88-308-1075-4.
- 2011 - Versetti pericolosi. Gesù e lo scandalo della misericordia, Roma, Fazi Editore. ISBN 978-88-6411-501-6.
- 2013 - Chi non muore si rivede. Il mio viaggio di fede e allegria tra il dolore e la vita, Milano, Garzanti. ISBN 978-88-11-68248-6.
- 2016 - Nostra Signora degli eretici. Storia di Maria di Nazaret, Milano, Garzanti. ISBN 978-88-11-675686
- 2017 - L'ultima beatitudine. La morte come pienezza di vita, Milano, Garzanti. ISBN 978-88-11-67379-8
- 2018 - Di questi tempi. Un inno alla vita per riscoprire la gioia di ogni giorno, Milano, Garzanti. ISBN 978-88-11-60277-4
- 2019 - Due in condotta, Milano, Garzanti. ISBN 978-88-11-60723-6
- 2020 - La verità ci rende liberi, Milano, Garzanti, ISBN 978-88-11-81497-9
- 2021 - Botte e risposte, Milano, Garzanti, ISBN 978-88-11-00131-7
- 2022 - Chi non muore si rivede. Introduzione di Vito Mancuso, Milano, Corriere della Sera
- 2022 - Bernadette. La vera storia di una santa imperfetta, Milano, Garzanti, ISBN 9788811816256